# 두산
주식회사 두산(斗山, Doosan Corporation)은 대한민국 서울특별시 중구 을지로6가에 본사를 둔 사업형 지주회사이다.

## 연혁
- 1896년 박승직상점(朴承稷商店) 개점.
- 1925년 주식회사로 개편
- 1953년 동양맥주주식회사 인수, OB맥주 생산 시작.
- 1960년 동산토건 설립
- 1966년 한양식품·합동통신 설립
- 1967년 두산기계 설립
- 1969년 한국병유리 설립
- 1974년 두산전자 설립
- 1979년 두산제관·두산곡산 설립
- 1980년 OB씨그램 설립
- 1982년 두산 베어스(舊 OB 베어스) 설립
- 1984년 두산컴퓨터 설립
- 1996년 창업 100주년
- 1998년 9월부터 9개 계열사가 통합되어 (주)두산 출범
- 2008년 중앙대학교 인수, 주류, 의류 등 소비재 부문을 모두 매각하고, 전자, 글로넷, 정보통신 3개로 사업부문을 조정
- 2009년 4월 지주회사 전환
- 2012년 두산 고유 기업 철학ㆍ운영 방식 '두산 Credo' 전파
- 2014년 연료전지 사업 진출
- 2014년 룩셈부르크 서킷포일 인수
- 2015년 영국 지게차 판매•렌탈업체 러시리프트 인수
- 2017년 국내 최대 규모 연료전지 공장 준공
- 2017년 두산로보틱스 설립
- 2018년 두산모빌리티이노베이션, 드론용 연료전지 사업 진출
- 2019년 두산로지스틱스솔루션 출범
- 2021년 두산로보틱스, 의료로봇 시장 진출
- 2022년 두산테스나 인수
- 2023년 두산로보틱스, 유가증권시장 상장

## 사업 부문
- 전자: (주)두산 전자는 1974년 설립 이래 전자제품에 사용되는 인쇄회로기판(PCB)의 핵심 소재인 고품질의 동박적층판(CCL: copper clad laminate)을 생산하는 세계 선두 기업이다.
- 디지털이노베이션: 국내 및 해외 두산 그룹 계열사를 대상으로 IT컨설팅, 시스템 통합, 애플리케이션 및 IT 인프라 운영서비스를 제공하고 있으며, 선택과 집중을 통한 제조/수주 산업의 IT서비스 수행 역량 확보와 전문 인력 양성을 통해 IT Infra Cloud 서비스, ICT 중심의 신성장 사업 기반 구축에 주력하고 있음
- 유통:  K-디자이너 브랜드를 비롯하여, 여성/남성의류, 스포츠웨어, 잡화 및 액세서리 등 다양한 패션 매장들과 함께 유명 맛집, 카페를 한 자리에서 즐길 수 있는 복합쇼핑몰 두타몰을 운영하고 있음

## 같이 보기
- 두산에너빌리티
- 두산베어스